# Разъём IEC

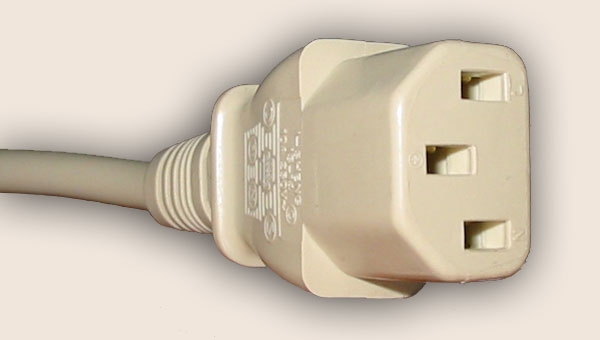
Гнездовой разъём C13 на кабеле.

Разъём IEC — это общее название для описанных в стандарте IEC 60320 тринадцати гнездовых разъёмов, монтируемых на силовой шнур (штекеров) и тринадцати штыревых разъёмов, монтируемых на панель устройства (вводов). Спецификация Международной электротехнической комиссии (МЭК, англ. IEC) IEC 60320 заменила более ранний стандарт IEC 320 (IEC 320 опубликован в 1970 году). Некоторые типы разъёмов также выполняются в виде штыревой части, монтируемой на кабель, и гнездовой части, монтируемой на устройство для использования в качестве розетки, но такие варианты встречаются реже.
Чаще всего разъёмами IEC называют разъёмы C13 и C14.

## Общее описание
Семейство IEC 60320 включает в себя двух- и трёхконтактные разъёмы, рассчитанные на различную силу тока и диапазоны температур. Все они разработаны специально для подключения сетевого шнура к электроприбору. Сменный сетевой шнур позволяет производителям продавать электроприборы по всему миру. Прибор должен работать от переменного тока, напряжением 120 или 240 В и частотой 50/60 Гц. Однако, пользователь должен точно знать, на какое напряжение рассчитан прибор, и есть ли необходимость в ручном переключении при ввозе электроприбора в страну с другим сетевым напряжением для прибора, рассчитанного на различные напряжения.
В каждом случае чётный номер означает штыревой разъём, а нечётный — гнездовой, причём номер соответствующего штыревого разъёма всегда больше. Так, C1 подходит к C2, а C15A — к C16A. Большинство разъёмов поляризовано и при этом они могут быть подключены к неполяризованным розеткам, за исключением C1, некоторых C7 и всех C9. Максимальное напряжение для всех разъёмов — 250 В переменного тока. У всех разъёмов максимальная эксплуатационная температура 70 °C, если не указано иное.
Термины «штырь» и «гнездо» в ГОСТ 14312-79 определены следующим образом:
- штырь, штыревой контакт — деталь, предназначенная для ввода в гнездо и электрического контактирования с ним по своей внешней поверхности;
- гнездо, контактное гнездо — деталь, предназначенная для ввода штыря и электрического контактирования с ним по своей внутренней поверхности.

Термины «вилка» и «розетка» в ГОСТ 30851.1-2002 (МЭК 60320-1:1994) определены так:
- неподвижная приборная вилка — часть соединителя, встроенная в электрический прибор или предназначенная для прикрепления к нему (дно и стенки вилки находятся внутри корпуса прибора), главной частью вилки являются штыревые контакты;
- подвижная приборная розетка — часть соединителя, выполненная заодно с гибким кабелем или шнуром, или присоединяемая к проводу или шнуру, главной частью розетки являются контактные гнёзда.

Например, в источниках бесперебойного питания обычно используются выходные разъёмы C13 для подключения кабелей питания приборов-потребителей с разъёмами С14, а в блоках питания ATX и другой технике имеется один встроенный разъём C14 для подключения шнура входного питания с штекером С13.
В целях безопасности (для предотвращения поражения электрическим током или короткого замыкания) часть разъёма, подающая питание, всегда должна быть розеткой.

## Классы оборудования
В дополнение к наличию или отсутствию заземления эти разъёмы различают по их классу защиты от поражения электрическим током.
Классы устройств:
- Класс 0 — без защитного заземления, с однослойной изоляцией.
- Класс I — корпус устройства должен быть заземлён.
- Класс II — устройства с двойной изоляцией, не нуждающиеся в защитном заземлении.
- Класс III — устройства, питающиеся от источников сверхмалых напряжений (SELV, Separated или Safety Extra-Low Voltage).

## Разъёмы C1 и C2
Двухпроводные, неполяризованные, на 0,2 А. Часто используются для питания электробритв.

## Разъёмы C3 и C4

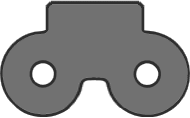
Формат разъёмов C3/C4

Двухпроводные, поляризованные, на 2,5 А. Расстояние между контактами 10 мм. Вариант пары C5/C6 без третьего контакта. Эта пара разъёмов исключена из стандарта.

## Разъёмы C5 и C6

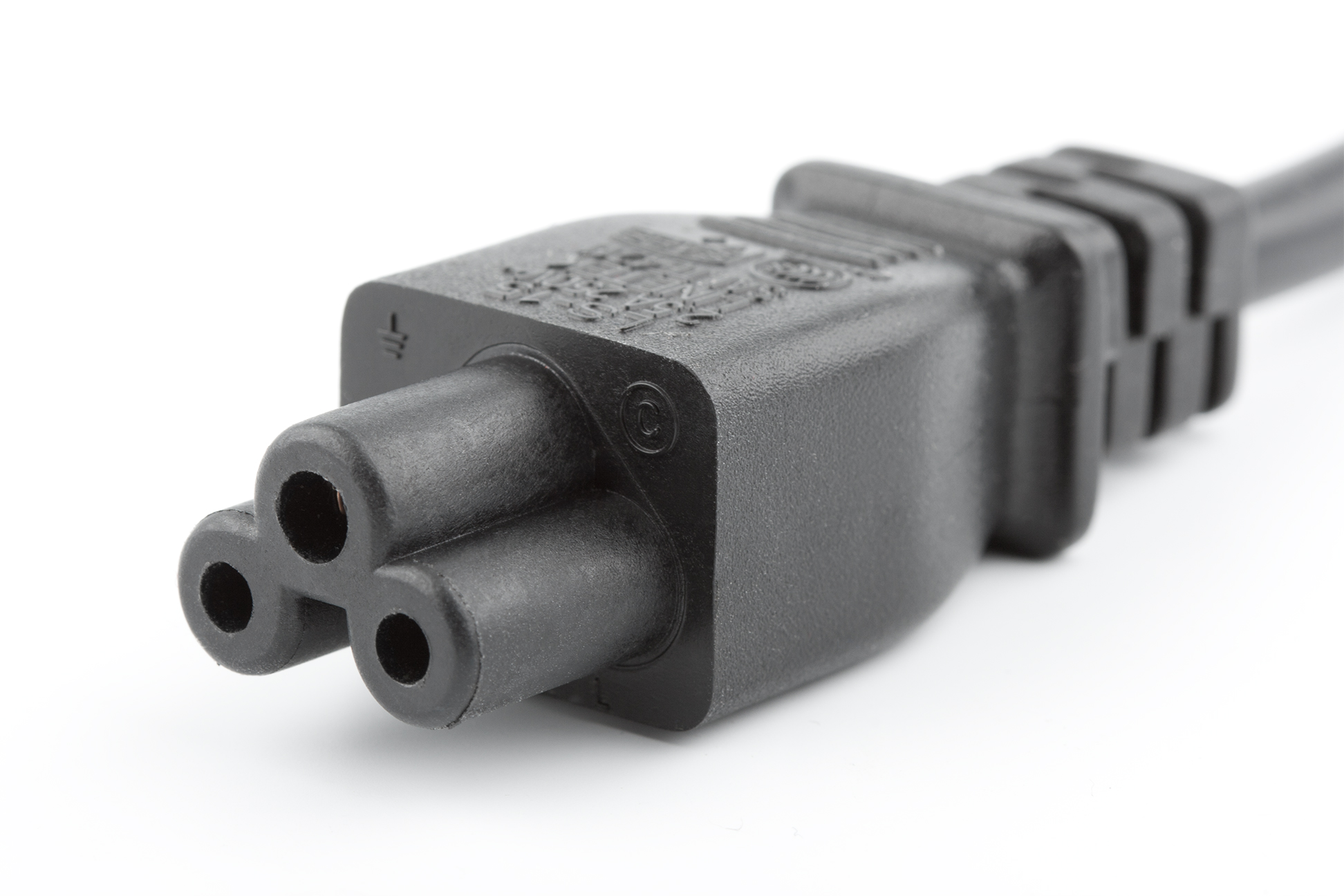
Гнездовой разъём C5 на кабеле

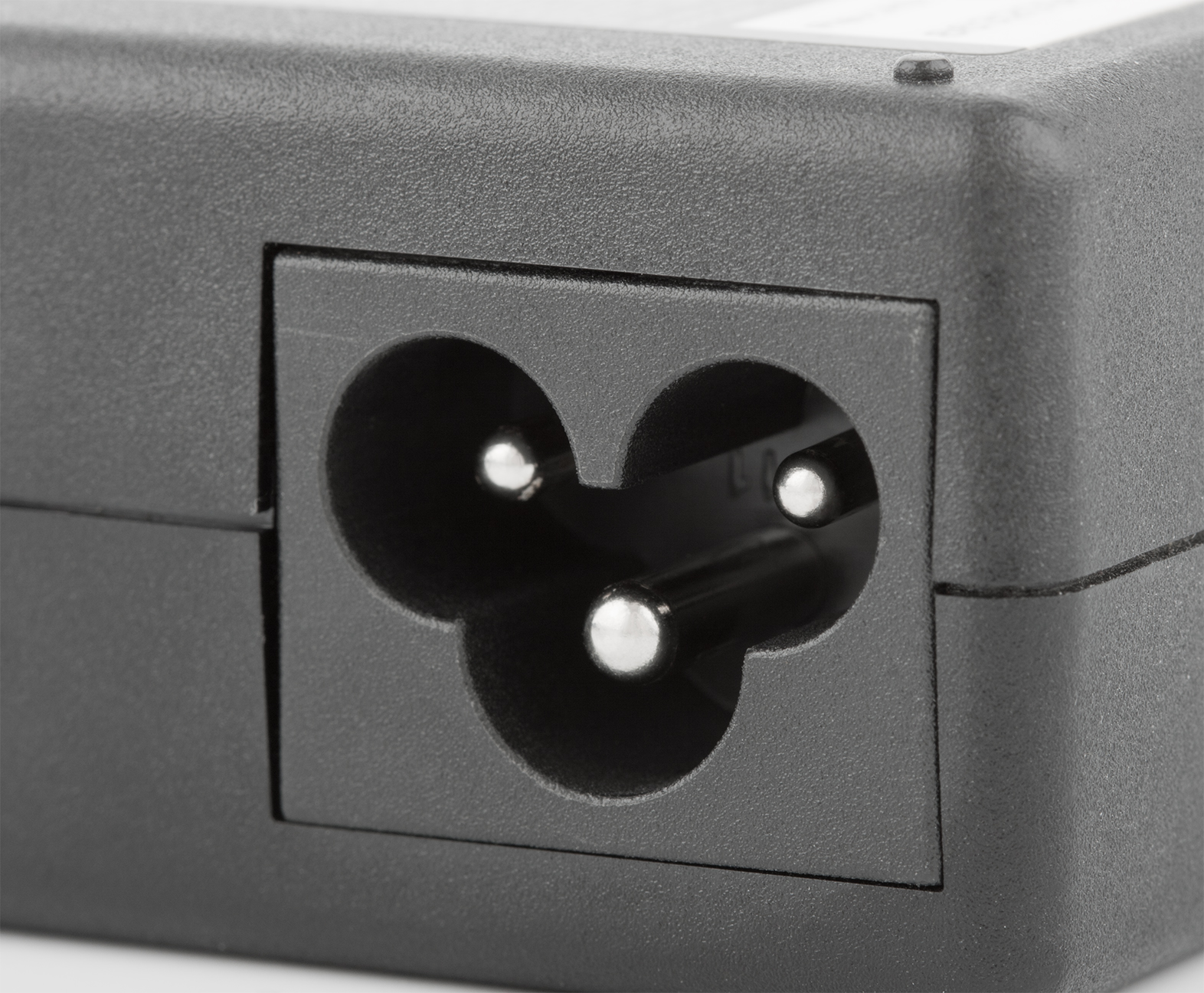
Ввод типа C6

Трёхпроводные, поляризованные, на 2,5 А. За характерный контур иногда в обиходе называются «Микки Маус» или «лист клевера» (англ. cloverleaf). Такой разъём можно увидеть на блоках питания портативных компьютеров, проекторов, видеомониторов.

## Разъёмы C7 и C8

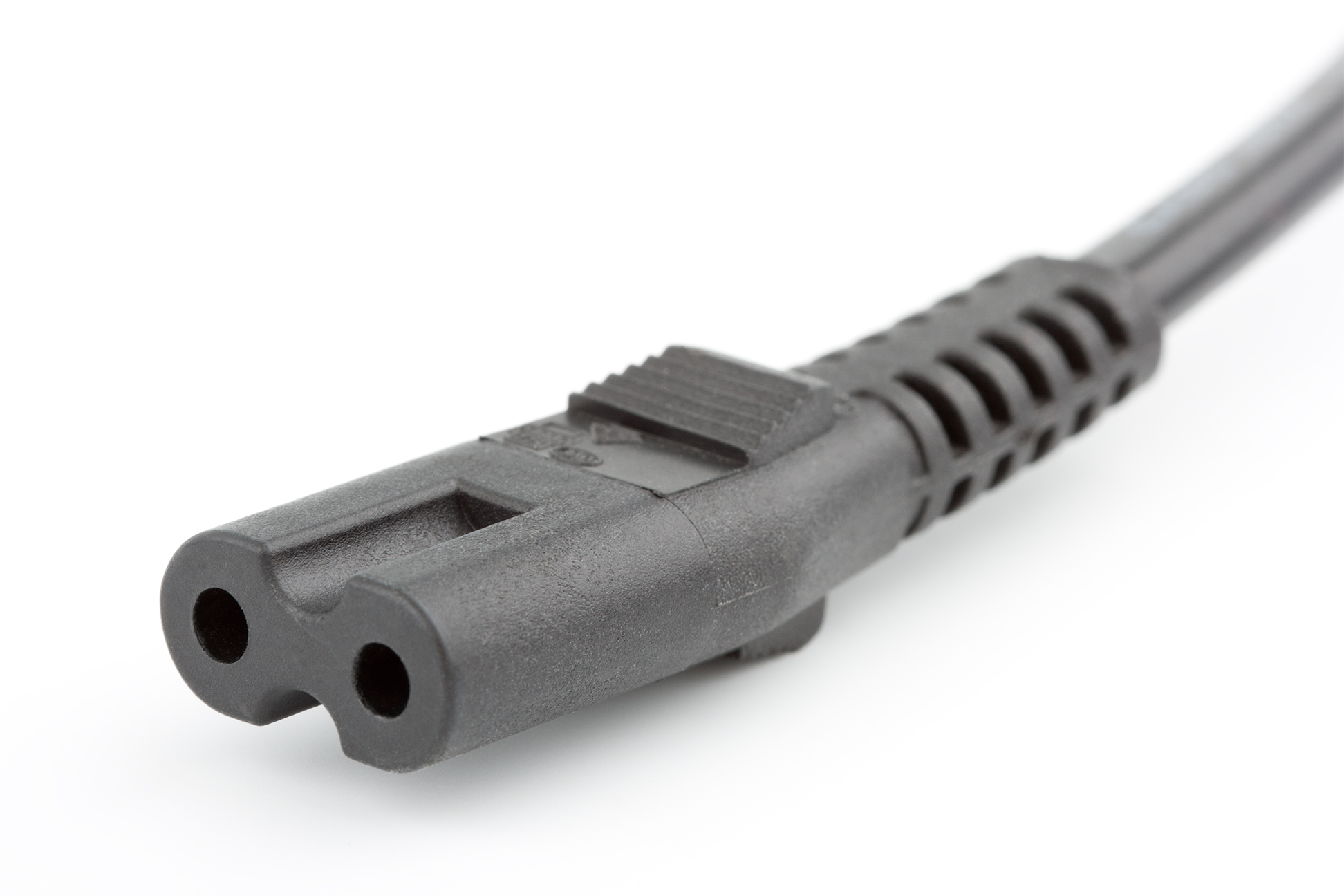
Неполяризованный линейный разъём C7

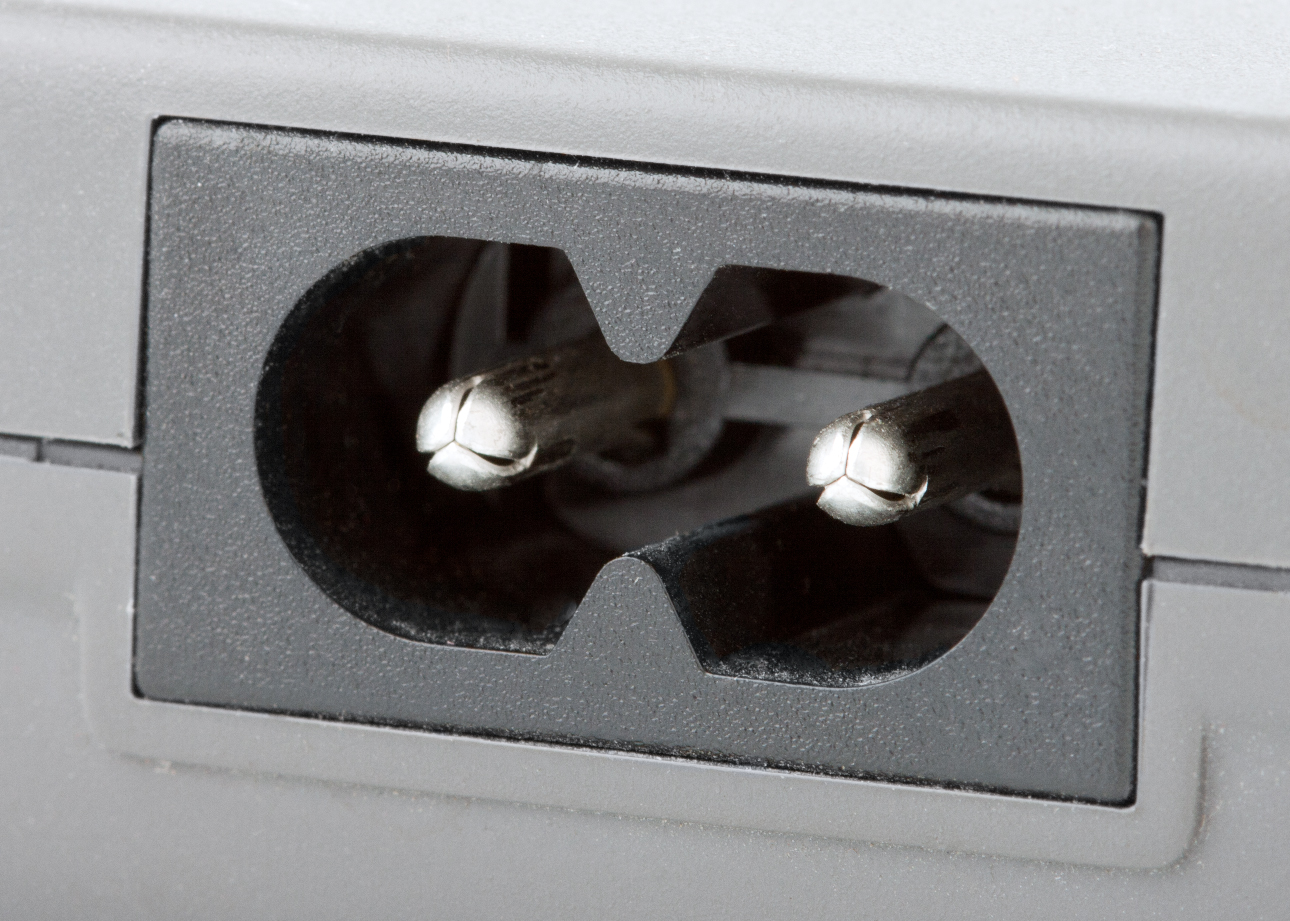
Неполяризованный разъём C8

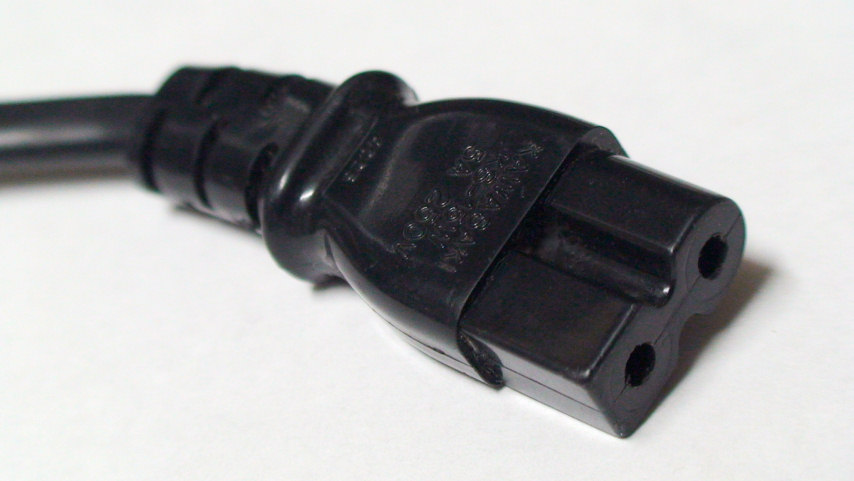
Поляризованный линейный разъём C7

Разъёмы C7 и C8, имеющие два параллельных контакта на 2,5 А, существуют в поляризованной и неполяризованной версиях.
Неполяризованный C7 известен, из-за его формы, как восьмёрка или дробовик. Он также известен в магазинах как евро-разъём (не путать с Евровилкой). Поляризованный C7 асимметричен, с одной скруглённой стороной, как у неполяризованной версии, и другой прямоугольной стороной.
Эти разъёмы часто используют для небольших кассетных магнитофонов, радиоприёмников с батарейно-сетевым питанием, иногда — для полноразмерной аудио- и видеоаппаратуры, источников питания ноутбуков, игровых консолей, принтеров, сканеров и других приборов с двойной изоляцией. Неполяризованные разъёмы C7 можно вставить в поляризованные розетки C8, но это является нарушением правил безопасной эксплуатации приборов.

## Разъёмы C9 и C10

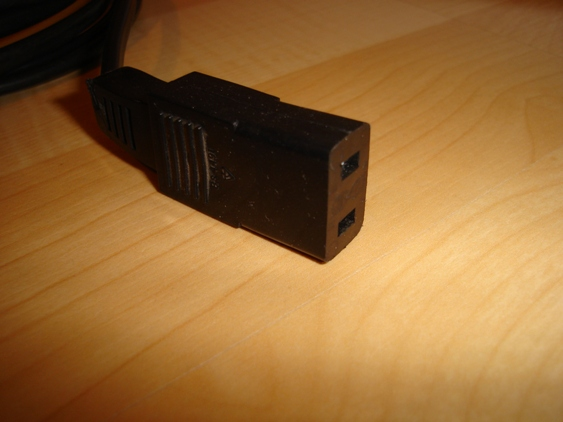
Двухпроводной разъём C9 на 6 А

Двухпроводный и неполяризованный, рассчитан на 6 А.

## Разъёмы C11 и C12
Двухпроводные на 10 А.

## Разъёмы C13 и C14
Трёхпроводные, на 10 А. Многие стационарные персональные компьютеры, мониторы, принтеры и другие периферийные устройства имеют разъём C14, к которому подключается сетевой шнур с разъемом C13. На корпусе большинства компьютеров форм-фактора AT также есть розетка C13 для подключения монитора, подключённая через выключатель питания компьютера. С приходом форм-фактора ATX оперативное включение и выключение питания компьютера реализовано электронным способом и оперативный выключатель питания, разрывающий цепь переменного тока был либо исключён (в этом случае такой разъём просто напрямую соединялся с входным), либо заменён на запасной выключатель, занимающий место, которое прежде занимал этот разъём.
Трёхпроводной кабель с подходящей для определённой страны сетевой вилкой на одном конце и с розеткой C13 на другом обычно называют шнуром IEC (IEC cord). Шнуры IEC используются для питания многих видов электроприборов: например, усилителей для электронных музыкальных инструментов и профессионального звукового оборудования.
Кабели с разъёмом C14 на одном конце и C13 на другом широко распространены. У них имеется множество применений, включая подсоединение монитора к старому ПК, удлинение имеющихся кабелей, подключение к блокам розеток C13 (обычно используются в серверных стойках для экономии места и международной стандартизации) и для подключения компьютерного оборудования к выходу ИБП (у больших ИБП часто имеются также розетки C19).
Существуют также различные разветвители, разветвительные кабели и подобные устройства. Все они, совместно с кабелями, перечисленными выше, редко защищаются предохранителем и, что ещё хуже, в странах с напряжением 230 В кабели часто выполняют проводом с сечением 0,75 мм², рассчитанным лишь на 6 А. Исключение составляют кабели с BS1363 на IEC, которые всегда снабжаются предохранителем, но иногда большим, чем номинальная сила тока разъёма IEC. Поэтому нужно быть очень осторожным и не допускать перегрузки кабелей и разъёмов при подключении такого оборудования.

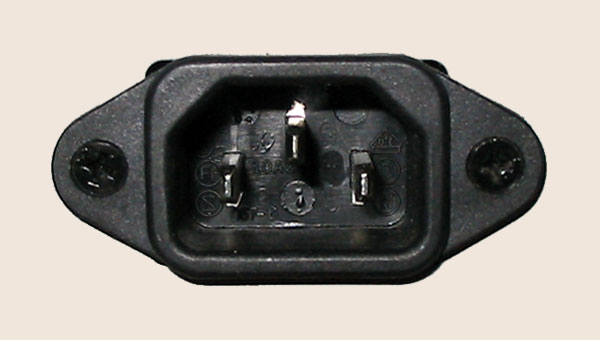
Штыревой разъём C14 для монтажа на панель (ввод)
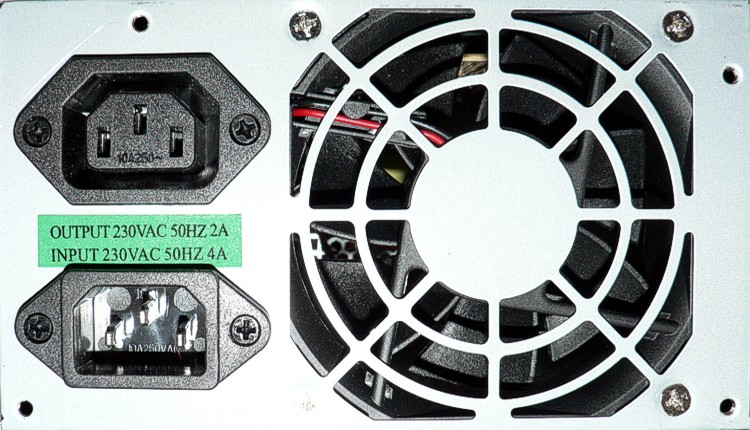
Разъёмы, которыми оснащается компьютерный блок питания.
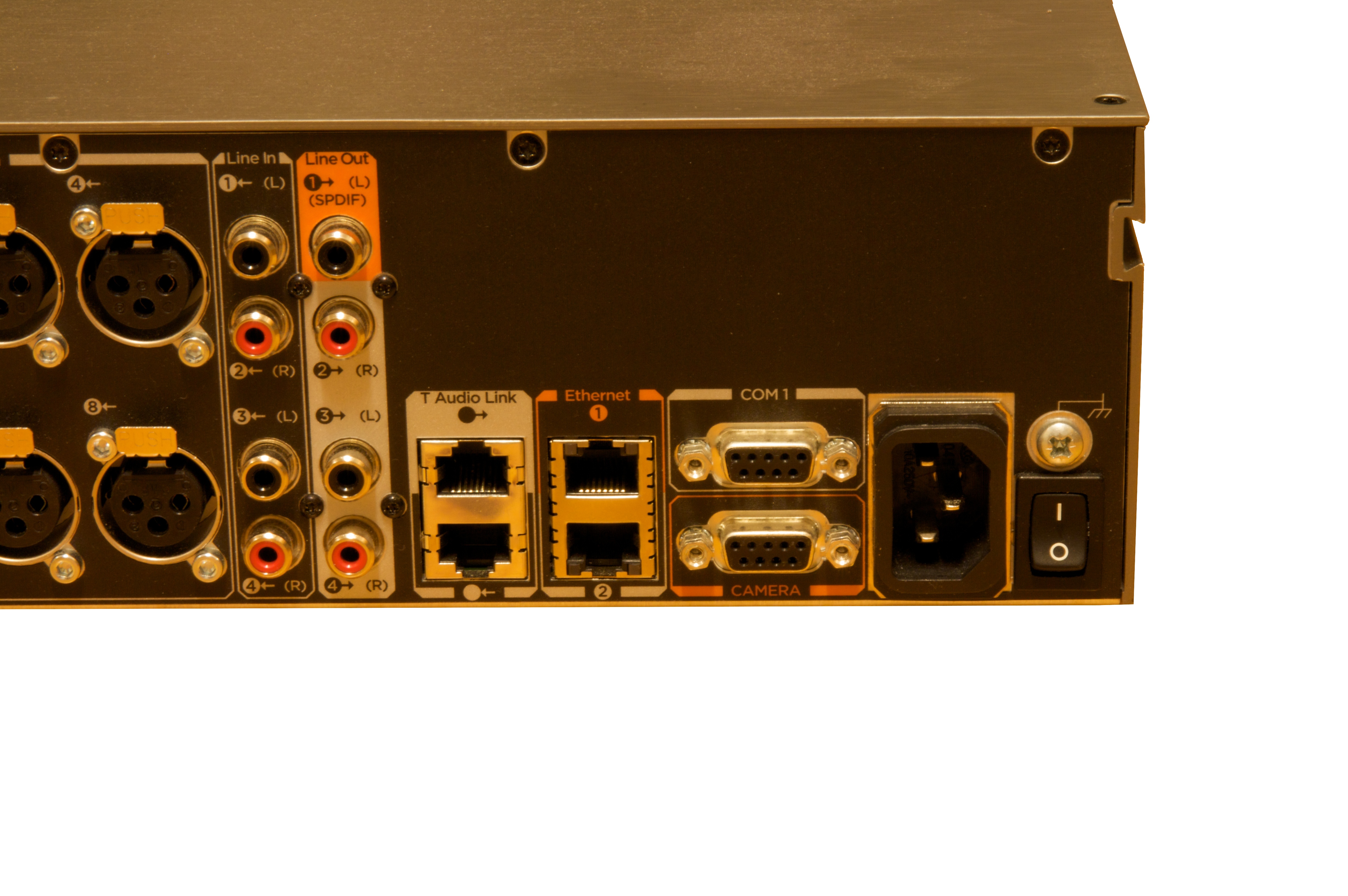
Задняя часть системы для организации видеоконференции.
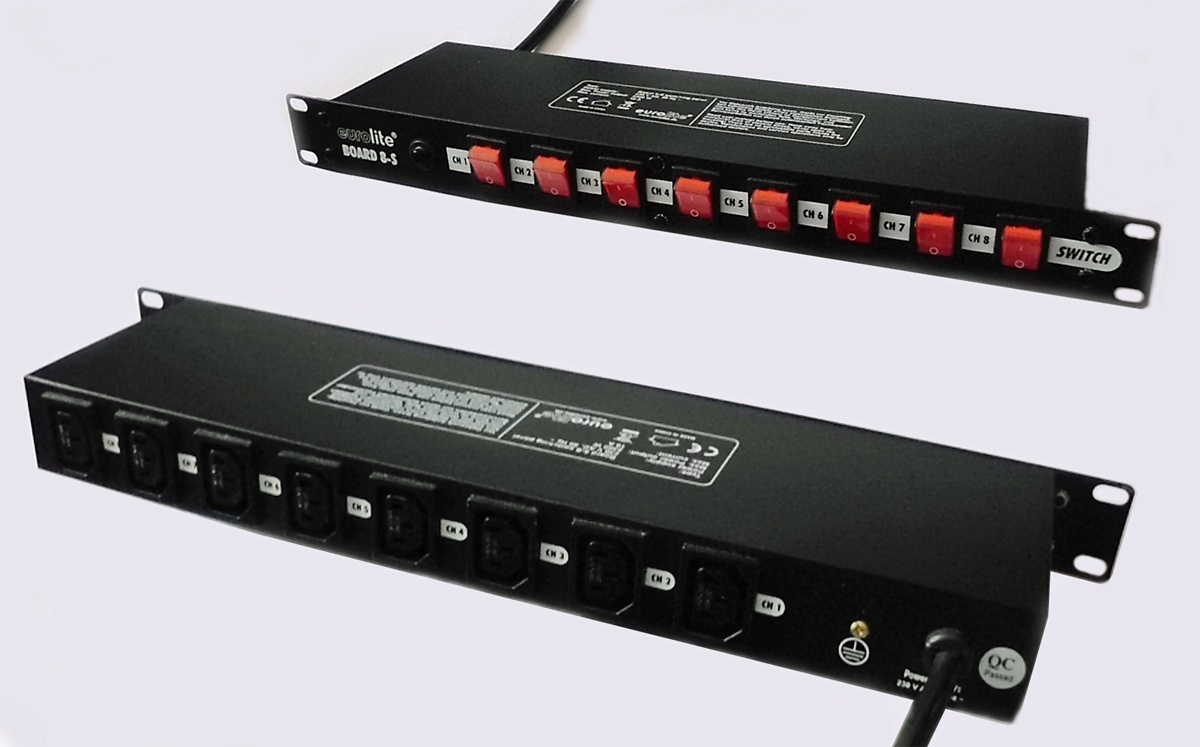
коммутирующая панель 19" высотой 1U из 8 C13 розеток, 8 выключателей и одного предохранителя для использования в телекоммуникационной стойке.
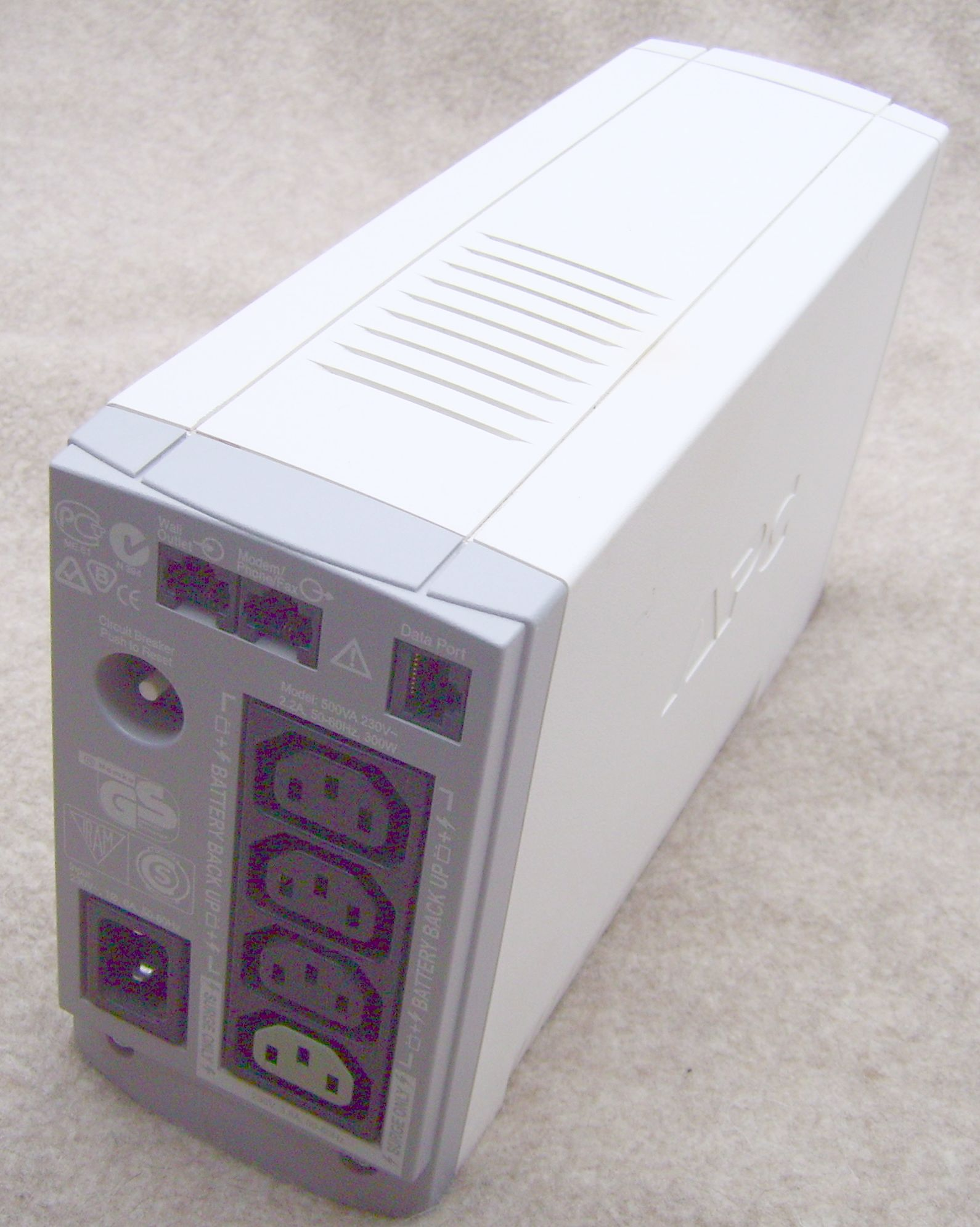
На источнике бесперебойного питания.

## Разъёмы C15 и C16
Некоторые электрочайники и бытовые электронагревательные приборы имеют шнур с разъёмом C15 и соответствующий ему вход C16 на приборе; разъёмы рассчитаны на температуру 120° C, а не на 70° C, как у разъёмов C13/C14. Официальным названием C15 и C16 в Европе является «hot condition connectors» (разъёмы для высоких температур).
Они почти похожи по форме на комбинацию C13 и C14 за исключением гребня по другую сторону заземляющего контакта в разъёме C16 (чтобы невозможно было вставить C13) и соответствующей ему впадины у разъёма C15 (что не препятствует подключению к разъёму C14). Например, Вы можете использовать шнур от чайника для питания компьютера, но не наоборот.
Многие люди не знакомы с тонкими отличиями между разъёмами C13/C14 и C15/C16 и называют их все kettle plug (вилка для чайника) и kettle lead (провод для чайника, в Великобритании) и jug plug (вилка для кувшина, в Австралии).
В Великобритании разъёмы C15 и C16 заменили собой так называемую appliance plug во многих устройствах.
Существуют два варианта:
- Трёхпроводный C15 на 10 А (максимальная температура 120° C)
- Трёхпроводный C15A на 10 А (максимальная температура 155° C)

Профиль вилки C16
Профиль вилки C16A
Профиль розетки C15
Профиль розетки C15A
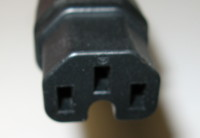
Фото розетки C15

## Разъёмы C17 и C18

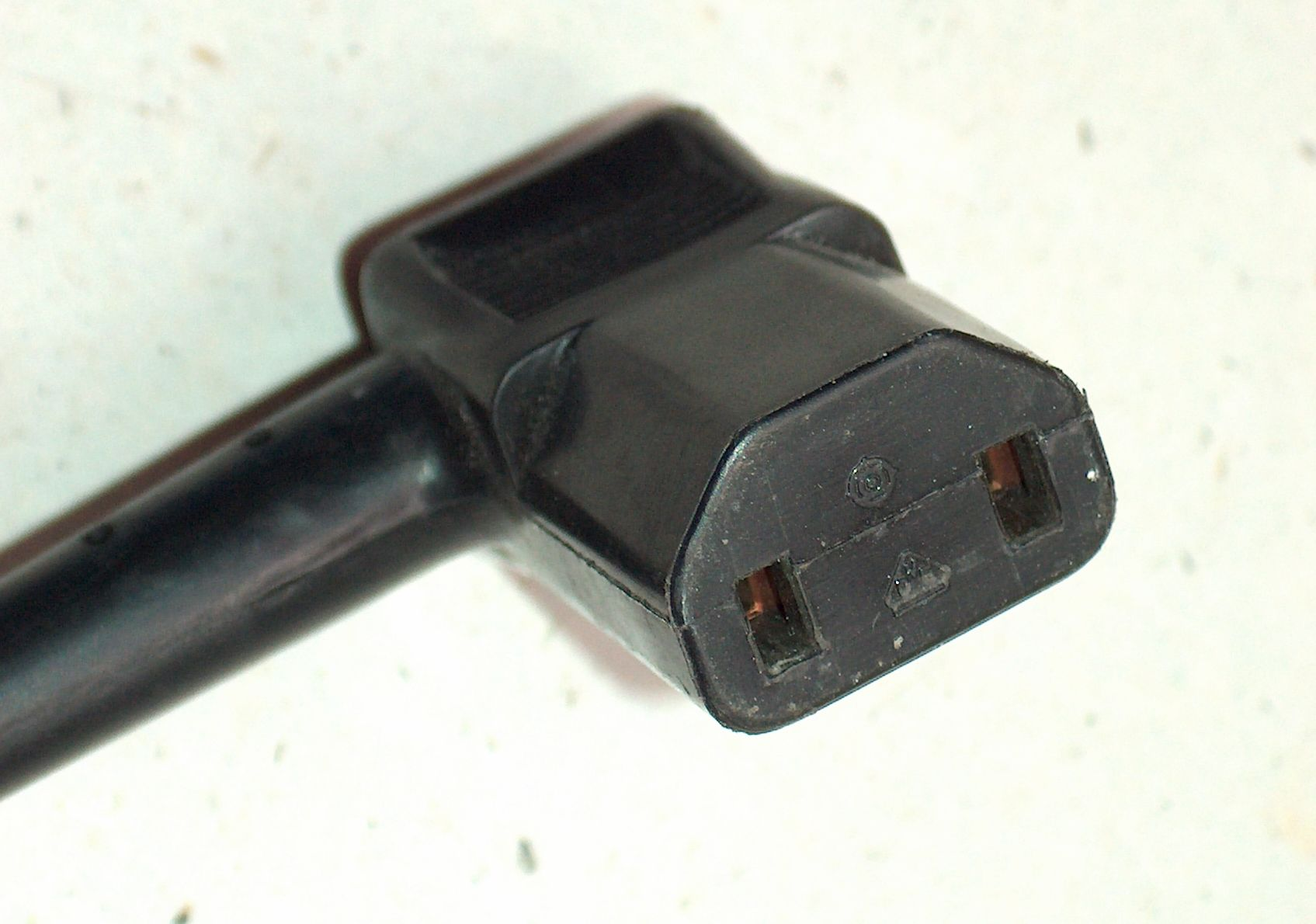
Розетка C17 для монтажа на кабеле

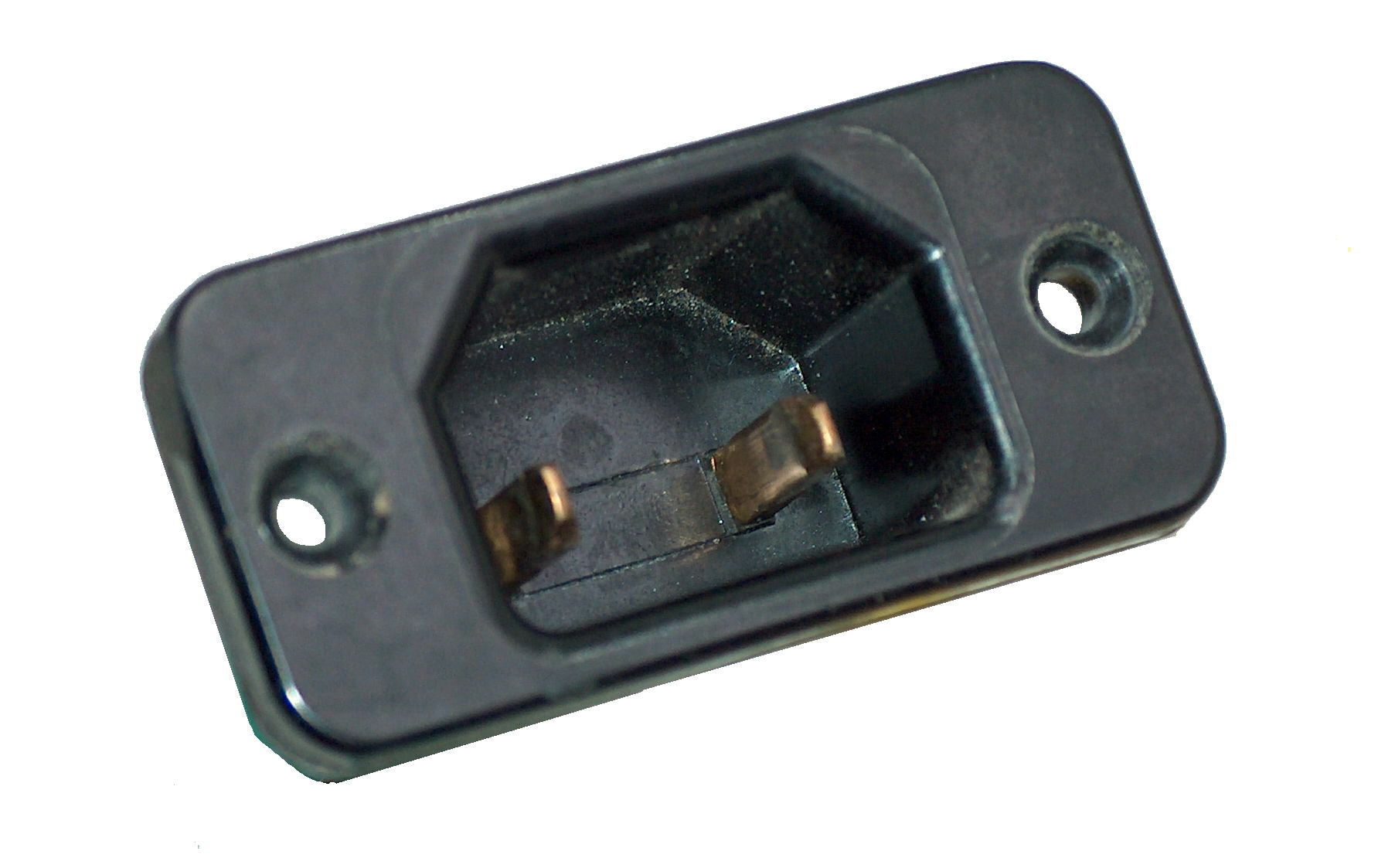
Вилка C18 для монтажа на шасси

Подобны разъёмам C13 и C14. Однако, у C17 и C18 нет третьего заземляющего контакта. В C18 можно включить разъём C13 connector, но в разъём C14 нельзя включить C17.
Серия электронных пишущих машин IBM Wheelwriter это одно из самых частых применений таких разъёмов. Часто для замены двухпроводным шнурам используются трёхпроводные шнуры с разъёмами C13, которые проще найти в продаже. В таком случае заземляющий контакт не подключается.
Другой распространённой сферой применения являются источники питания игровых консолей Xbox 360, где такими разъёмами заменили C15 и C16, использовавшиеся изначально, и большие ЭЛТ-телевизоры, произведённые RCA в начале 1990-х годов.
Ещё одно часто встречающееся применение — бытовая и профессиональная аудио/видео аппаратура, не требующая заземления, но характеризующаяся сравнительно большой потребляемой мощностью (AV-ресиверы, блочные усилители аудиосигнала и т. п.).

## Разъёмы C19 и C20

Схематический внешний вид контактов разъёмов С19 и С20

Разъёмы C19 и C20 с тремя контактами, рассчитанными на 16А, используются для некоторых информационных устройств, где требуется повышенная сила тока, например для мощных рабочих станций и серверов, АВР, ИБП, распределителей питания и похожего оборудования. Они похожи на C13 и C14, но прямоугольны (без скошенных углов) и с несколько большими штырями, повёрнутыми параллельно длинной оси разъёма.

## Разъёмы C21 и C22

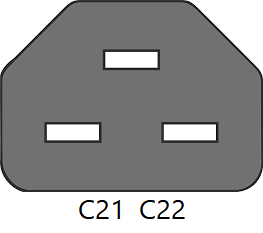

Трёхпроводные, на 16 А и температуру до 155 °C.

## Разъёмы C23 и C24
Двухпроводные, на 16 А.

## Сильнотоковые разъёмы и разъёмы IEC 60309

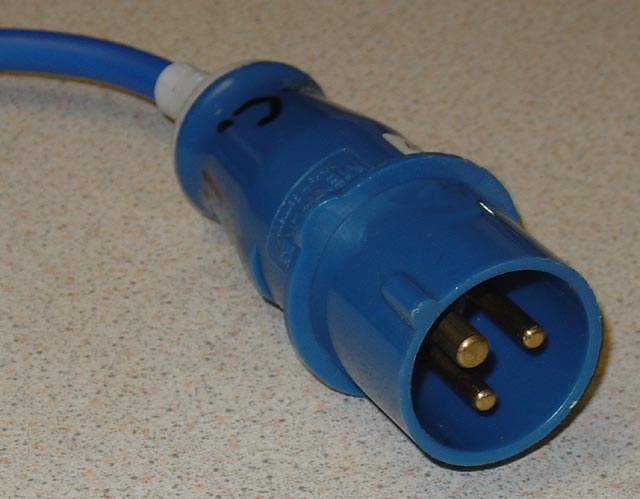
IEC60309-2 16 A commando connector

IEC 60309 commando plugs обычно используются с промышленным одно- и трёхфазным оборудованием.

## Модули ввода питания
Некоторые изготовители комбинируют разъёмы IEC с другими компонентами. Получается модуль ввода питания.